# 串原義直
串原 義直（くしはら よしなお、1926年9月7日 - 2008年10月21日）は、日本の政治家、日本社会党に所属し、衆議院議員を4期務めた。

## 来歴
長野県下伊那郡下條村出身。1945年旧制下條実科中学校卒業。地元の農協に勤務した後、代議士秘書となった。飯田市議会議員を2期、長野県議会議員を4期務めた。1979年の総選挙で旧長野3区から社会党公認で立候補したが落選。次の1980年の総選挙で初当選し、4期務めた。1993年の総選挙で落選、1996年の飯田市長選に立候補したが落選。その後、長野県日中交流協会会長、信州日報社会長などを務めた。
2008年10月21日、大腸癌のため飯田市内の病院で死去、82歳没。

## おもな著書
- 私の見た中国（日中友好協会、1973年）
- 渓流閑話（白文社、1979年）
- 燃えよアフリカ（銀河書房、1985年）